# Leptoneta namhensis
Leptoneta namhensis är en spindelart som beskrevs av Paik och Seo 1982. Leptoneta namhensis ingår i släktet Leptoneta och familjen Leptonetidae. Inga underarter finns listade i Catalogue of Life.